# يوهانس هايل
يوهانس هايل (بالألمانية: Johannes Heil)‏ (و. 1978  م) هو موسيقي، ومدير تنفيذي موسيقي ‏، ومنتج أسطوانات، وملحن ألماني.

## روابط خارجية
- جوهانس هيل على موقع ميوزك برينز (الإنجليزية)
- جوهانس هيل على موقع أول ميوزيك (الإنجليزية)
- جوهانس هيل على موقع ديسكوغز (الإنجليزية)